# Zsolt Harsányi
Dans le nom hongrois Harsányi Zsolt, le nom de famille précède le prénom, mais cet article utilise l’ordre habituel en français Zsolt Harsányi, où le prénom précède le nom.
Zsolt Harsányi (Korompa, 27 janvier 1887 – Budapest, 29 novembre 1943) est un écrivain, poète, librettiste, traducteur,  journaliste et metteur en scène de théâtre hongrois. Ses principales œuvres sont des biographies de personnages historiques — dont la plus connue est celle sur le compositeur Franz Liszt — et de vastes romans sociaux. Il est également le librettiste du Háry János de Zoltán Kodály.

## Biographie
Zsolt Harsányi est issue d'une famille noble hongroise. Il naît à Korompa (aujourd'hui Krompachy en Slovaquie). À dix-sept ans, il reçoit un prix de l'Académie hongroise des sciences. Il est diplômé en philosophie et en droit. En 1910, il s'installe à Budapest et après un emploi en tant que rédacteur pour différents journaux dès 1913, il dirige à partir de 1938, le Théâtre de la Gaieté de Budapest, Vígszínház. Il traduit en hongrois, Virgile, Horace, Byron et Schiller...

## Œuvres (sélection)
- A féltékeny költő - recueil de poèmes, 1920
- Háry János, livret pour l'opéra de Zoltán Kodály d'après János Garay. 1926
- Ecco homo. Roman, 1935
- Magyar Rapszódia :  Liszt életének regénye. Biographie romanesque de Franz Liszt. 1936
  - La vie de Liszt est un roman, Actes Sud, 1986 ; rééd. coll. « Babel », 2004 (OCLC 937435805)
- Et pourtant, elle tourne. Biographie romanesque de Galileo Galilei
  - Et pourtant elle tourne... : la vie de Galilée, Calmann-Lévy, 1947 (adaptation de Maurice Muller-Strauss)
- Mathias rex [Né pour régner]. Biographie romanesque de Mathias Corvin.
- Sacra Corona [Dans l'ombre de la couronne]. 1939
- La vie est belle. Biographie romanesque de Pierre Paul Rubens.
- La comète. Biographie romanesque de Sándor Petőfi.
- La pourpre et le crépuscule. Biographie romanesque de Mihály Munkácsy.
- Magdalena [Avec les yeux d'une femme]. 1938
- Whisky szódával [Whisky-Soda]. 1941

## Prix Zsolt Harsányi
Fondé en 1995, il promeut le théâtre en langue hongroise. Décerné tous les ans, le prix récompense à un acteur, un dramaturge, un journaliste ou critique de théâtre, un dramaturge ou un metteur en scène.